# Finale de la Coupe Stanley 1926
Année précédente Année suivante
La finale de la Coupe Stanley 1926 fait suite aux saisons 1925-1926 de la Ligue nationale de hockey et de la Western Canada Hockey League.

## Contexte
La deuxième et la troisième équipe du classement de la saison 1925-1926 de la LNH s'affrontent puis le vainqueur rencontre la meilleure équipe de la saison régulière. Le gagnant obtient le droit de disputer la Coupe Stanley. Ainsi, les Maroons de Montréal, deuxièmes de la saison, battent les Pirates de Pittsburgh avant d'éliminer les Sénateurs d'Ottawa, meilleure formation de l'ensemble de la compétition de l'Est. 
La WCHL a le même mode de qualification et ce sont les Cougars de Victoria, troisièmes du classement, qui gagnent leur place en finale.

## Finale de la Coupe Stanley
| 30 mars | Maroons de Montréal | 3-0 (2-0, 0-0, 1-0) | Cougars de Victoria | Forum de Montréal 10 250 spectateurs |

| Feuille de match | Feuille de match                                                | Feuille de match | Feuille de match | Feuille de match         |
| ---------------- | --------------------------------------------------------------- | ---------------- | ---------------- | ------------------------ |
|                  | Stewart — 3 min 5 s Broadbent — 5 min 5 s Stewart — 56 min 10 s | 1-0 2-0 3-0      | - -              | Arbitrage : Smeaton Bell |
| Benedict         | Gardiens                                                        | Holmes           |                  | Arbitrage : Smeaton Bell |
|                  |                                                                 |                  |                  | Arbitrage : Smeaton Bell |
|                  |                                                                 |                  |                  | Arbitrage : Smeaton Bell |

| 1 avril | Maroons de Montréal | 3-0 (1-0, 1-0, 1-0) | Cougars de Victoria | Forum de Montréal 11 000 spectateurs |

| Feuille de match | Feuille de match                                                 | Feuille de match | Feuille de match | Feuille de match         |
| ---------------- | ---------------------------------------------------------------- | ---------------- | ---------------- | ------------------------ |
|                  | Stewart — 10 min 10 s Phillips — 29 min 40 s Munro — 55 min 55 s | 1-0 2-0 3-0      | - -              | Arbitrage : Smeaton Bell |
| Benedict         | Gardiens                                                         | Holmes           |                  | Arbitrage : Smeaton Bell |
|                  |                                                                  |                  |                  | Arbitrage : Smeaton Bell |
|                  |                                                                  |                  |                  | Arbitrage : Smeaton Bell |

| 3 avril | Maroons de Montréal | 2-3 (1-1, 0-1, 1-1) | Cougars de Victoria | Forum de Montréal 10 000 spectateurs |

| Feuille de match | Feuille de match                            | Feuille de match    | Feuille de match                                                            | Feuille de match         |
| ---------------- | ------------------------------------------- | ------------------- | --------------------------------------------------------------------------- | ------------------------ |
|                  | Siebert — 3 min 5 s - Stewart — 56 min 15 s | 1-0 1-1 1-2 1-3 2-3 | - Halderson — 16 min 15 s Loughlin — 30 min 5 s Fredrickson — 47 min 50 s - | Arbitrage : Smeaton Bell |
| Benedict         | Gardiens                                    | Holmes              |                                                                             | Arbitrage : Smeaton Bell |
|                  |                                             |                     |                                                                             | Arbitrage : Smeaton Bell |
|                  |                                             |                     |                                                                             | Arbitrage : Smeaton Bell |

| 6 avril | Maroons de Montréal | 2-0 (0-0, 2-0, 0-0) | Cougars de Victoria | Forum de Montréal |

| Feuille de match | Feuille de match                            | Feuille de match | Feuille de match | Feuille de match         |
| ---------------- | ------------------------------------------- | ---------------- | ---------------- | ------------------------ |
|                  | Stewart — 22 min 50 s Stewart — 36 min 30 s | 1-0 2-0          | - -              | Arbitrage : Smeaton Bell |
| Benedict         | Gardiens                                    | Holmes           |                  | Arbitrage : Smeaton Bell |
|                  |                                             |                  |                  | Arbitrage : Smeaton Bell |
|                  |                                             |                  |                  | Arbitrage : Smeaton Bell |

## Effectif champion
- Joueurs : Clint Benedict, Punch Broadbent, Bernie Brophy, Frank Carson, Chuck Dinsmore, Albert Holway, George Horne, Hobie Kitchen, Dunc Munro, Reg Noble, Merlyn Phillips, Sam Rothschild, Babe Siebert et Nels Stewart
- Dirigeants : Eddie Gerard (entraîneur et directeur général)